# Сторожевско-Хуторской сельсовет
Сторожевско-Хуторской сельсове́т — сельское поселение в Усманском районе Липецкой области. 
Административный центр — село Сторожевские Хутора.

## История
В соответствии с законами Липецкой области №114-оз от 02.07.2004 и №126-оз от 23.09.2004 сельсовет наделён статусом сельского поселения, установлены границы муниципального образования.

## Население
| 2010 | 2012 | 2013 | 2014 | 2015 | 2016 | 2017 |
| ---- | ---- | ---- | ---- | ---- | ---- | ---- |
| 803  | ↘781 | ↘740 | ↘720 | ↗734 | ↗740 | ↘713 |
| 2018 | 2021 |      |      |      |      |      |
| ↘689 | ↘655 |      |      |      |      |      |

## Состав сельского поселения
| № | Населённый пункт    | Тип населённого пункта       | Население |
| - | ------------------- | ---------------------------- | --------- |
| 1 | Сторожевские Хутора | село, административный центр | →563      |
| 2 | Фёдоровка           | деревня                      | →240      |